# Championnat de Finlande de football 2018
Navigation
Saison précédente Saison suivante
La saison 2018 du Championnat de Finlande de football est la 88e édition de la première division finlandaise à poule unique, la Veikkausliiga. Les douze meilleurs clubs du pays sont regroupés au sein d'une poule unique où ils s'affrontent trois fois au cours de la saison. En fin de saison, le dernier du classement est relégué et remplacé par le champion de deuxième division. Le onzième lui, joue un barrage aller et retour contre le deuxième de Ykkönen, le vainqueur reste ou monte en Veikkausliiga.
La compétition est remportée par le HJK Helsinki.

## Les 12 clubs participants
| \| FC Ilves HJK Helsinki SJK KuPS IFK Mariehamn FC Lahti Inter Turku Kemi Kings VPS RoPS FC Honka TPS \| Localisation des clubs engagés dans le championnat. |
| FC Ilves HJK Helsinki SJK KuPS IFK Mariehamn FC Lahti Inter Turku Kemi Kings VPS RoPS FC Honka TPS                                                           |

| Club                              | Stade                   | Capacité | Ville     |
| --------------------------------- | ----------------------- | -------- | --------- |
| IFK Mariehamn                     | Wiklöf Holding Arena    | 4 000    | Mariehamn |
| RoPS Rovaniemi                    | Rovaniemen Keskuskenttä | 2 803    | Rovaniemi |
| HJK Helsinki                      | Sonera Stadium          | 10 700   | Helsinki  |
| SJK                               | Seinäjoen keskuskenttä  | 3 500    | Seinäjoki |
| KPS                               | Magnum Areena           | 2 700    | Kuopio    |
| FC Honka                          | Tapiolan Urheilupuisto  | 5 000    | Espoo     |
| FC Ilves                          | Tammelan Stadion        | 5 040    | Tampere   |
| Football Club International Turku | Veritas stadium         | 9 400    | Turku     |
| Vaasan Palloseura                 | Hietalahti              | 4 800    | Vaasa     |
| Football Club Lahti               | Stade Lahti             | 15 000   | Lahti     |
| Palloseura Kemi Kings             | Sauvosaari              | 3 080    | Kemi      |
| Turun Palloseura                  | Veritas stadium         | 9 400    | Turku     |

## Compétition

### Classement
Le barème utilisé pour établir le classement est le suivant :
- Victoire : 3 points
- Match nul : 1 point
- Défaite, forfait ou abandon : 0 point

| Rang | Équipe            | Pts | J  | G  | N  | P  | Bp | Bc | Diff |
| ---- | ----------------- | --- | -- | -- | -- | -- | -- | -- | ---- |
| 1    | HJK Helsinki T    | 78  | 33 | 24 | 6  | 3  | 61 | 19 | +42  |
| 2    | RoPS Rovaniemi    | 62  | 33 | 18 | 8  | 7  | 42 | 25 | +17  |
| 3    | KuPS              | 58  | 33 | 17 | 7  | 9  | 56 | 37 | +19  |
| 4    | FC HonkaP         | 58  | 33 | 15 | 13 | 5  | 51 | 33 | +18  |
| 5    | FC Ilves          | 49  | 33 | 14 | 7  | 12 | 45 | 41 | +4   |
| 6    | VPS               | 41  | 33 | 10 | 11 | 12 | 37 | 43 | -6   |
| 7    | Inter TurkuC      | 40  | 33 | 10 | 10 | 13 | 37 | 44 | -7   |
| 8    | FC Lahti          | 40  | 33 | 9  | 13 | 11 | 30 | 38 | -8   |
| 9    | SJK               | 32  | 33 | 8  | 8  | 17 | 28 | 37 | -9   |
| 10   | IFK Mariehamn     | 31  | 33 | 8  | 7  | 18 | 37 | 59 | -22  |
| 11   | Turun PalloseuraP | 29  | 33 | 7  | 8  | 18 | 37 | 55 | -18  |
| 12   | Kemi Kings        | 24  | 33 | 6  | 6  | 21 | 29 | 59 | -30  |

|  | Qualification pour la Ligue des champions de l'UEFA 2019-2020                                           |
|  | Qualification pour la Ligue Europa 2019-2020                                                            |
|  | Participation au barrage de promotion-relégation                                                        |
|  | Relégation directe en deuxième division                                                                 |
|  | T : Tenant du titre C : Vainqueur de la Coupe de Finlande 2017-2018 P : Club promu de deuxième division |

### Résultats

#### Barrage de promotion-relégation
Le onzième de Veikkausliiga affronte le vice-champion de Ykkonen pour déterminer le dernier club participant au championnat de première division la saison suivante.
| Équipe 1                  | Résultat | Équipe 2  | Aller | Retour |
| ------------------------- | -------- | --------- | ----- | ------ |
| Kokkolan Palloveikot (D2) | E 1 - 1  | TPS Turku | 0 - 0 | 1 - 1  |

- Le club de Kokkolan Palloveikot prend la place du TPS Turku en première division.

## Bilan de la saison
| Championnat de Finlande de football 2018                  |                          |
| Champion                                                  | HJK Helsinki (29e titre) |
| Qualifications continentales                              |                          |
| Ligue des champions 2019-2020 (1er tour de qualification) | HJK Helsinki             |
| Ligue Europa 2019-2020 (1er tour de qualification)        | Inter Turku              |
| Ligue Europa 2019-2020 (1er tour de qualification)        | RoPS Rovaniemi           |
| Ligue Europa 2019-2020 (1er tour de qualification)        | Kuopio PS                |
| Promotions et relégations                                 |                          |
| Promus en Veikkausliiga                                   | HIFK Helsinki            |
| Promus en Veikkausliiga                                   | Kokkolan Palloveikot     |
| Relégués en Ykkönen                                       | Palloseura Kemi Kings    |
| Relégués en Ykkönen                                       | TPS Turku                |